# Ferdinand Joseph L'Herminier
Pour les articles homonymes, voir L'Herminier.
Ferdinand Joseph L'Herminier, né le 20 juin 1802 à Basse-Terre en Guadeloupe et mort le 12 décembre 1866 à Pointe-à-Pitre en Guadeloupe, est un médecin, botaniste et zoologiste français.

## Biographie
Ferdinand Joseph L'Herminier est le fils de Félix Louis L'Herminier (1779-1833), pharmacien et naturaliste et l'élève d'Henri-Marie Ducrotay de Blainville, qui s'installe en Guadeloupe en 1798, où naissent la plupart de ses dix enfants. Parmi eux, Ferdinand Joseph part en France faire ses études de médecine à la faculté de médecine de Paris où il soutient sa thèse d'exercice en 1826. De retour en Guadeloupe pour exercer comme médecin, il intègre l'hôpital de Pointe-à-Pitre dont il devient le directeur. À ce poste, il doit faire face à deux crises sanitaires majeures à la suite du séisme du 8 février 1843 puis de l'épidémie de choléra en 1865.
Passionné comme son père de naturalisme, il publie une révision du travail de de Blainville en 1827. Même si son travail est d'envergure, il a très peu d'impact sur l'ornithologie de son temps. Avec son père, il réalise une étude des oiseaux de l'île mais toutes ses notes et ses collections sont détruites durant le tremblement de terre de 1843 qui ravage l'île. Il s'intéresse également aux ptéridophytes et aux bryophytes de Guadeloupe.

## Publications
- L'appareil sternal des oiseaux, considéré sous le double rapport de l'ostéologie et la myologie, 1826
- Essai sur la distribution de cette classe de vertébrés, 1827
- Genera Filicum, 1850
- Histoire des Fougères et Lycopodiacées des Antilles, 1866

## Distinctions et hommages
Ferdinand Joseph L'Herminier est décoré de la Légion d'honneur pour son action lors des deux crises sanitaires auquel il a fait face à la tête de son établissement de santé.
En hommage à la famille L'Herminier, le piton L'Herminier, un sommet du sud de la Guadeloupe, et le pavillon L'Herminier, un bâtiment construit en 1873 à Pointe-à-Pitre pour abriter les collections botaniques et zoologiques des L'Herminier – désormais disparues – et classé aux Monuments historiques, portent le nom de Ferdinand Joseph et son père Félix Louis L'Herminier. Un monument funéraire et un buste de Ferdinand Joseph sont également érigés en 1872 dans le cimetière de Pointe-à-Pitre.